# Rougeotiana pallicostaria
Rougeotiana pallicostaria là một loài bướm đêm trong họ Noctuidae.